# 제임스 스톰
제임스 스톰(James Allan Black, 1977년 6월 1일 ~ )은 미국의 남자 프로레슬링선수다. 테네시주에서 태어났으며 TNA에서 출범 당시부터 13년간 타단체 이적없이 꾸준하게 활약했으나 2015년 10월 14일날 바비 루드랑 대결을 해서 지게 되는 것을 끝으로 퇴사두고 현재 2015년 10월 21일부로 WWE NXT에서 등장을 했다가 2016년 1월 5일 다시 TNA에 복귀했다. 키는 182cm 몸무게는 106kg이다. 피니쉬는 라스트 콜(슈퍼킥), 에잇 세컨드 라이드(스피닝 불독)로 사용을 한다.

## 수상
- FEW 태그팀 챔피언 7회 - 크리스 헤리스
- NWA 노스 아메리칸 태그팀 챔피언 7회 - 셰인 에든
- NWA 사이버스페이스 태그팀 챔피언 7회 - 크리스 헤리스
- WWC 월드 태그팀 챔피언 1회 - 캐시디 라일리
- NWA 월드 태그팀 챔피언 7회 - 크리스 헤리스 (6회) , 크리스토퍼 다니엘스 (1회)
- TNA 월드 헤비웨이트 챔피언 1회
- TNA 월드 태그팀 챔피언 6회 - 로버트 루드 (4회) , 거너 (1회) , 어비스 (1회)
- TNA 월드 비어 드링킹 챔피언 2회
- TNA 킹 오브 더 마운틴 챔피언 1회
- 팀 3D 초청 태그팀 토너먼트 - 로버트 루드